# Villeneuve-sur-Fère
Villeneuve-sur-Fère ist eine französische Gemeinde mit 317 Einwohnern (Stand: 1. Januar 2022) im Département Aisne in der Region Hauts-de-France (vor 2016: Picardie); sie gehört zum Arrondissement Château-Thierry und zum Kanton Château-Thierry.

## Geografie
Die Gemeinde Villeneuve-sur-Fère liegt in der früheren Landschaft Tardenois, zwölf Kilometer nordnordöstlich von Château-Thierry, großräumiger gesehen zwischen Paris und Reims. Umgeben wird Villeneuve-sur-Fère von den Nachbargemeinden Bruyères-sur-Fère im Nordwesten und Norden, Saponay im Norden, Fère-en-Tardenois im Nordosten und Osten, Beuvardes im Süden sowie Coincy im Westen.

## Bevölkerungsentwicklung
| Jahr                       | 1962 | 1968 | 1975 | 1982 | 1990 | 1999 | 2006 | 2013 | 2022 |
| Einwohner                  | 260  | 260  | 263  | 260  | 239  | 231  | 275  | 262  | 317  |
| Quellen: Cassini und INSEE |      |      |      |      |      |      |      |      |      |

## Sehenswürdigkeiten
- Kirche Saint-Georges
- früheres Pfarrhaus, späteres Haus der Familie Claudel

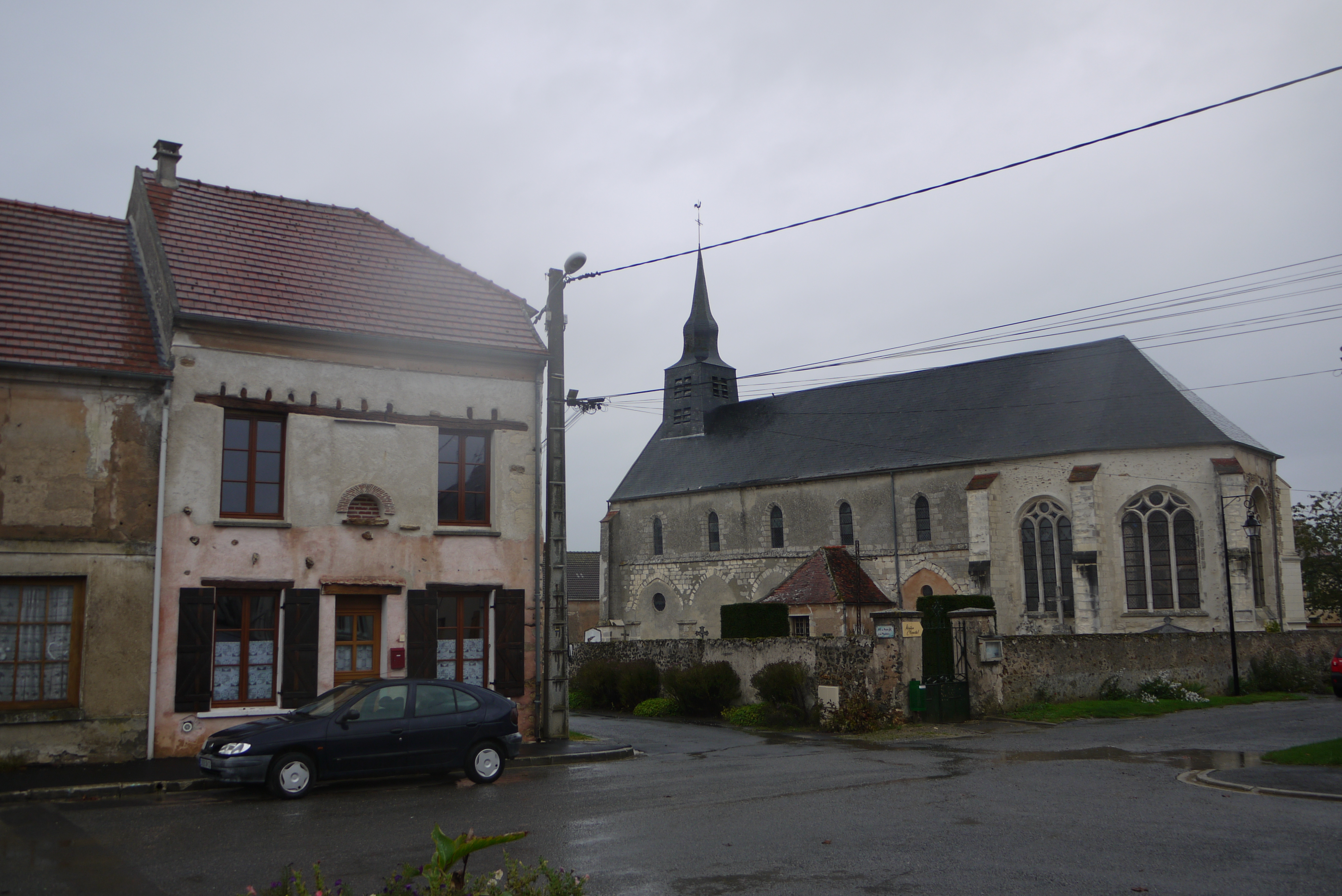
Kirche Saint-Georges
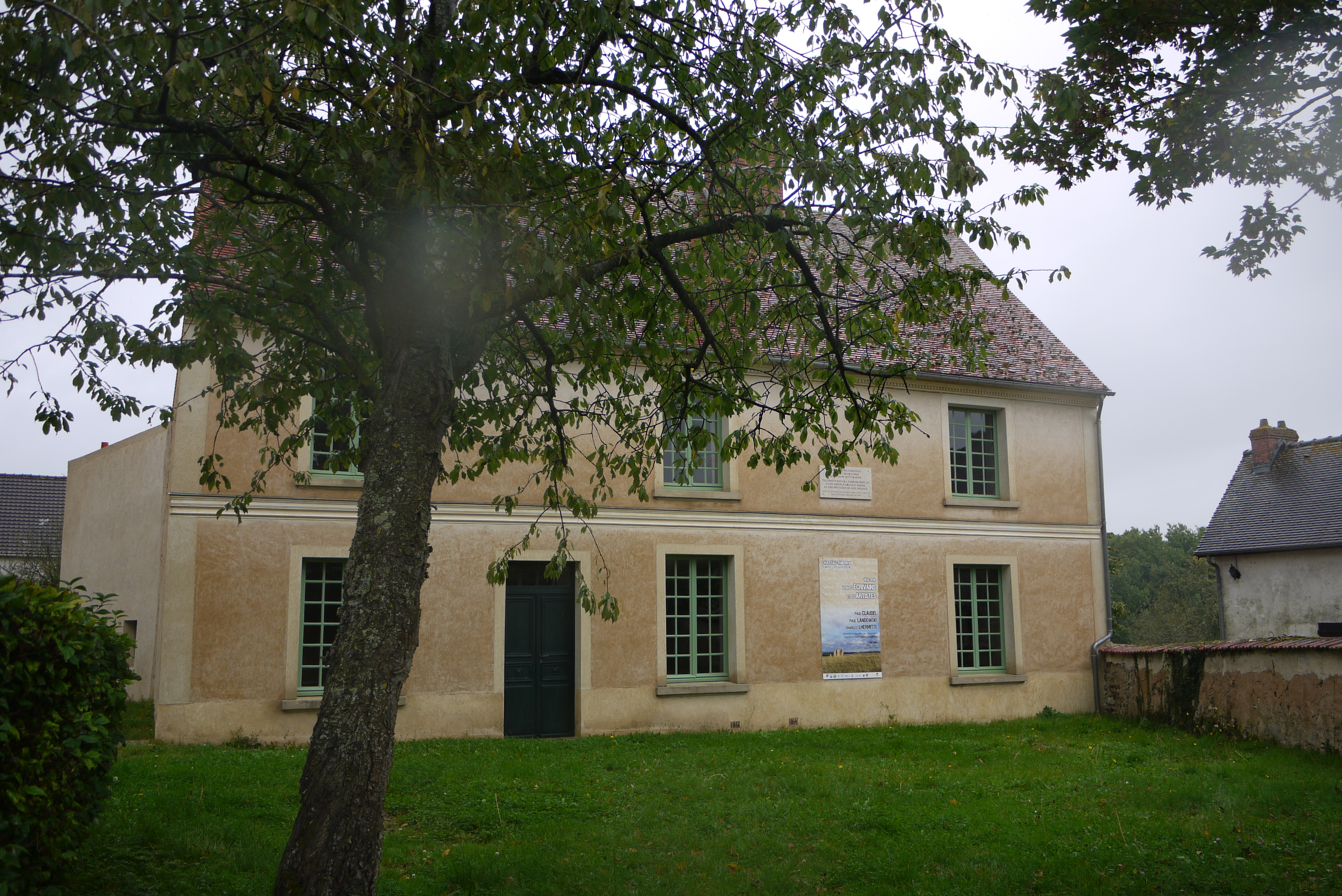
Haus der Familie Claudel

## Persönlichkeiten
- Paul Claudel (1868–1955), Schriftsteller und Dramaturg
- Camille Claudel (1864–1943), Bildhauerin